# 干斯坦汀·安基爾
干斯坦汀·安基爾(Konstantin Engel，1988年7月27日—，哈薩克職業足球員，司職後衛，現時效力德國丙組球會恩高斯達特。